# João Galeão Carvalhal
João Galeão Carvalhal (Salvador, 11 de outubro de 1859 — Santos, 18 de agosto de 1925), foi um político brasileiro.
Nascido na capital da Bahia no dia 11 de outubro de 1859, filho de João Thomaz Carvalhal (que mais tarde foi deputado constituinte da Constituição brasileira de 1891) e de Guilhermina Guiomar de Almeida Galeão, mudou-se São Paulo aos 10 anos de idade, junto com a família.
Formou-se em direito em 1880. Na capital paulista, ocupou o cargo de promotor público, mas pouco tempo depois mudou-se para Santos, onde passou a atuar como advogado e político.
Em Santos, casou-se em 1883 com Maria José Bloem, com quem teve pelo menos três filhos, entre eles o também político João Galeão Carvalho Filho.
João Galeão Carvalhal foi um dos líderes do Abolicionismo em Santos. Mais tarde, após a Proclamação da República do Brasil, participou intensa-mente da organização política republicada da cidade. Foi indicado como membro do Conselho de Intendência (atual Câmara de Vereadores) para a legislatura de 1891/1892 e foi eleito presidente do Conselho, cargo então correspondente ao de prefeito. Nesse período, defendeu a cidade do surto de febre amarela.
Em 1892, foi eleito deputado estadual do Congresso Legislativo do Estado de São Paulo pelo PRP (Partido Republicado Paulista).
Em 1897, foi eleito deputado federal, tornando-se opositor do presidente Prudente de Morais.
Após o fim de seu mandato, onde voltou a advogar em Santos.
De 1905 a 1908 foi novamente membro do Conselho de Intendência do município de Santos;
Em 1923, foi eleito senador estadual do Senado do Congresso Legislativo do Estado de São Paulo.
Faleceu em 18 de agosto de 1924. Seus restos mortais estão no Cemitério do Paquetá, o mais antigo da cidade de Santos, em um mausoléu com a imagem em tamanho natural de uma mulher debruçada sobre a sepultura, tendo no alto um casal de crianças com uma guirlanda nas mãos e, mais acima, um busto de João Galeão Carvalhal. O impressionante mausoléu, inaugurado em 18 de agosto de 1925, foi tombado pelo patrimônio cultural de Santos.